# Георги Силянов
Георги Янков Силянов е български офицер, генерал-майор от Държавна сигурност.

## Биография
Роден е на 17 март 1932 г. в Перущица. От 28 февруари 1952 г. е разузнавач в Държавна сигурност в отдел IX. От следващата година е старши разузнавач. Между 22 януари и 15 декември 1955 е началник на отделение. От 18 август 1958 г. до 18 януари 1966 г. е разузнавач в отдел отдел VII. След това става инспектор в управление II. От 4 април 1968 г. е началник на отделение. От 12 декември 1969 г. до април 1970 г. е на 5 месечен курс в СССР. На 30 януари 1971 г. е назначен за заместник-началник на отдел. През 1976 г. отново изкарва двумесечен курс в СССР в школата на КГБ. От 19 май 1980 г. до 8 април 1985 г. е началник на Окръжното управление на МВР в Русе. В периода 18 април 1985 – 20 декември 1989 е първи заместник-началник на управление VI на Държавна сигурност. От 20 декември 1989 г. е първи заместник-началник на Второ главно управление до 1990 г.
Георги Силянов умира на 19 август 2019 г. в София.